# Baltrum
Baltrum vklíněný mezi ostrovy Norderney a Langeoog na pomezí Severního moře a Waddenzee je nejmenším obydleným ostrovem u pobřeží Východního Fríska (6,5 km², cca 850 obyv.). Podobně jako ostatní významné Východofríské ostrovy v oblasti ho prvně uvádí listina náčelníka Widzela tom Broka z 11. září 1398 (Baltheringe).
Jeho relativně malá rozloha (délka zhruba 5 km, šířka kolem 2 km) souvisí s rychlým nárůstem plochy ostrova Norderney v minulých staletích. Zužující se průliv mezi Baltrumem a Norderney vedl k rychlejším průtokům vody při přílivu a spolu s převažujícími západními větry způsobil erozi dunových komplexů na západě. Ostrov se tak v historické době zmenšil zhruba o 3 km (úbytek 4,5 km na západě zčásti kompenzoval nárůst 1,5 km na východě). Tento vývoj měl zásadní dopad na život zdejších obyvatel, kteří museli svá sídliště neustále překládat. Jestliže původní obec na Baltrumu ležela v 17. století zhruba uprostřed ostrova, kolem roku 1800 ji už téměř zaplavovaly vlny a dnes je její území již dávno pohlceno mořem. Většina ostrovanů se přestěhovala do tzv. Střední vsi, z níž se ovšem brzy stala ves „západní“ na samém okraji dun. Od 20. století jsou pravidelně podnikána opatření na ochranu pobřeží, aby se zamezilo erozi západního okraje ostrova.